# Талое (Емельяновский район)
Талое — село в Емельяновском районе Красноярского края, административный центр Тальского сельсовета.

## География
Находится на севере района, примерно в 34 километрах к северу от поселка Емельяново.

## Климат
Климат резко континентальный. Среднемесячная температура воздуха июля составляет +19°С, а самого холодного месяца — января −16°С. Средняя продолжительность безморозного периода — 120 дней, с температурой + 10°С — 114 дней, средняя дата последнего заморозка — весной 22 июня, первого, осенью — 20 сентября. Продолжительность безморозного периода 95-116 дней. Среднегодовая температура 0,5—-1,9°С. Годовая сумма осадков составляет до 430—680 см, причем большая часть их выпадает в теплый период года.

## История
Село Талое по словам церковного старосты Куликова Василия Никифоровича, образовалось в 1750 году с постройки Липняговым охотничьей избушки на речке Талой. Затем стали строиться и другие дома. Дважды село сгорало почти до тла. В 1888 году построена Троицкая церковь. В советское время работали колхозы «Стальной конь», «Устюгский» и совхоз «Лесной».
В годы Великой Отечественной войны с территории Тальского сельсовета на войну были призваны 272 человека, вернулись – 72 человек. В 1992 году совхоз был переименован в акционерное общество «Лесное», затем оно обанкротилось, земли раздали акционерам, и оно прекратило своё существование.

## Население
| 2010 |
| ---- |
| 772  |

Постоянное население составляло 934 человека в 2002 году (91 % русские).

## Инфраструктура
В селе расположены Тальская средняя общеобразовательная школа, Тальский детский дом, фельдшерско-акушерский пункт, дом культуры и библиотека, православная церковь. 